# Nekrolog 1677
Nekrolog
◄◄
| ◄
| 1673
| 1674
| 1675
| 1676
| 1677 | 1678 | 1679 | 1680 | 1681 | ► | ►►
Weitere Ereignisse | Allgemeiner Nekrolog 1677
Die Beschreibung der verstorbenen Person sollte so kurz wie möglich gehalten sein und nur deren signifikante Tätigkeit(en) enthalten.
Neue Namen ggf. auch unter dem Geburts- und Sterbedatum, also etwa unter 1. Januar und im Geburts- und Sterbejahr (2024) eintragen (nur bei entsprechender großer Wichtigkeit). Für Beispiele siehe die schon vorhandenen Artikel.
Außerdem über die fünf zuletzt Verstorbenen, zu denen es einen ausreichend guten Artikel für eine Präsentation auf der Hauptseite gibt, nach der todesbedingten Überarbeitung der Artikel ggf. auch unter Wikipedia Diskussion:Hauptseite informieren und sie am besten auch in den anderen Wikipedia-Sprachversionen eintragen. Tipp: Regelmäßig bei news.google.de nach „ist tot“, „gestorben“ oder „verstorben“ suchen.
Wenn eine Person gestorben ist, gibt es viele Seiten zu dieser Person in der Wikipedia, die davon auch betroffen sind und entsprechend aktualisiert werden müssen. Beispiele: Namenübersichtsseite, Geburtsjahr, Geburtsort-Seiten und viele mehr.
Wie finde ich die betroffenen Seiten?
Im Suchfeld auf der linken Seite gibt man den Suchbegriff so ein: „Vorname Nachname“. Dann klickt man auf Volltext und alle Seiten mit entsprechendem Suchtext werden aufgerufen. Hier sieht man dann schnell, wo auch das Todesjahr Sinn macht oder sogar ein Teil des Artikels angepasst werden muss. Auch hilft das „Werkzeug“ auf der linken Seite sehr gut, um solche Seiten aufzufinden: „Links auf diese Seite“. Somit ist die Wikipedia wieder aktuell in allen Bereichen! Hinweis: bei Eintragung der Kategorie „Gestorben JAHR“ wird der Missbrauchsfilter 49 ausgelöst, was jedoch nicht schlimm ist. Siehe: Spezial:Missbrauchsfilter/49
Dies ist eine Liste von im Jahr 1677 verstorbenen bekannten Persönlichkeiten. Die Einträge erfolgen innerhalb der einzelnen Daten alphabetisch sortiert. Tiere sind im Nekrolog für Tiere zu finden.

## Januar
| Tag        | Name                          | Beruf, bekannt als                                                                | Alter | Beleg |
| ---------- | ----------------------------- | --------------------------------------------------------------------------------- | ----- | ----- |
| 18. Januar | Jan van Riebeeck              | niederländischer Arzt und Kaufmann; Begründer und erster Verwalter der Kapkolonie | 57    |       |
| 28. Januar | Bonifacius Stöltzlin          | deutscher lutherischer Theologe und Autor                                         | 73    |       |
| 28. Januar | Rudolf Wilhelm von Stubenberg | Barockdichter                                                                     | 34    |       |
| 31. Januar | Friedrich VI.                 | Markgraf von Baden-Durlach (1659–1677)                                            | 59    |       |

## Februar
| Tag         | Name                   | Beruf, bekannt als                                                                     | Alter | Beleg |
| ----------- | ---------------------- | -------------------------------------------------------------------------------------- | ----- | ----- |
| 9. Februar  | Giacomo Alboresi       | italienischer Maler des Barock                                                         |       |       |
| 21. Februar | Girolamo Buonvisi      | italienischer Kardinal                                                                 | 69    |       |
| 21. Februar | Baruch de Spinoza      | niederländischer Philosoph des Rationalismus                                           | 44    |       |
| 22. Februar | Johann Conrad Brotbeck | deutscher Mediziner und Hochschullehrer der Astronomie, Physik und Medizin in Tübingen | 56    |       |
| 22. Februar | Franz Gabriel Gorup    | kroatischer Adeliger                                                                   |       |       |

## März
| Tag      | Name                             | Beruf, bekannt als                                                 | Alter | Beleg |
| -------- | -------------------------------- | ------------------------------------------------------------------ | ----- | ----- |
| 2. März  | Sigmund Alphons von Thun         | Fürstbischof von Brixen und Trient                                 | 55    |       |
| 15. März | Evaristo Baschenis               | italienischer Barockmaler                                          | 59    |       |
| 18. März | Marie Luise von Degenfeld        | Raugräfin zu Pfalz                                                 | 42    |       |
| 19. März | Anthonie van Borssom             | niederländischer Maler                                             |       |       |
| 21. März | Ángel de Peredo                  | Gouverneur von Chile und Tucumán                                   |       |       |
| 25. März | Wenzel Hollar                    | böhmischer Zeichner und Kupferstecher                              | 69    |       |
| 27. März | Jan Meerhout                     | niederländischer Landschaftsmaler des Goldenen Zeitalters          |       |       |
| 28. März | William Hay, 4. Earl of Kinnoull | schottischer Adliger und Militär                                   |       |       |
| 29. März | Hans Wilhelm Marschall           | Erbmarschall in Thüringen, Rittergutsbesitzer in Herrengosserstedt |       |       |
| März     | Robert Cambert                   | französischer Organist und Komponist                               |       |       |
| März     | Sébastien Le Camus               | französischer Komponist, Lautenist und Gambist                     |       |       |

## April
| Tag       | Name                          | Beruf, bekannt als                            | Alter | Beleg |
| --------- | ----------------------------- | --------------------------------------------- | ----- | ----- |
| 6. April  | Andreas Schröder              | deutscher Zimmermeister                       |       |       |
| 9. April  | Michael Gasser                | Barockbildhauer                               |       |       |
| 13. April | Michael Jesslin               | deutscher Politiker; Bürgermeister Heilbronns |       |       |
| 20. April | Mathieu Le Nain               | französischer Maler                           |       |       |
| 22. April | Wenzel Eusebius von Lobkowicz | böhmischer Adliger, Präsident des Hofrats     | 68    |       |
| 26. April | Christian Trentsch            | deutscher Rhetoriker und Moralphilosoph       |       |       |
| 27. April | Friedrich Schultze            | deutscher lutherischer Theologe               | 78    |       |

## Mai
| Tag     | Name                       | Beruf, bekannt als                                 | Alter | Beleg |
| ------- | -------------------------- | -------------------------------------------------- | ----- | ----- |
| 1. Mai  | Christian von Hartig       | Bürgermeister von Zittau                           | 71    |       |
| 4. Mai  | Isaac Barrow               | englischer Geistlicher und Mathematiker            | 46    |       |
| 4. Mai  | Michael Büttner            | Domherr des evangelischen Damenstiftes Gandersheim | 77    |       |
| 18. Mai | Andreas Essenius           | niederländischer reformierter Theologe             | 59    |       |
| 19. Mai | Heinrich Dittmers          | deutsch-dänischer Maler                            |       |       |
| 22. Mai | Wilhelm                    | Markgraf von Baden                                 | 83    |       |
| 23. Mai | Johann                     | Graf von Nassau und Idstein                        | 73    |       |
| 24. Mai | Anders Christensen Bording | dänischer Dichter                                  | 58    |       |
| 24. Mai | Johann Martin Rubert       | deutscher Organist und Komponist                   |       |       |

## Juni
| Tag      | Name                               | Beruf, bekannt als                                               | Alter | Beleg |
| -------- | ---------------------------------- | ---------------------------------------------------------------- | ----- | ----- |
| 6. Juni  | Gabriel Perelle                    | französischer Maler, Grafiker, Kupferstecher und Radierer        | 73    |       |
| 6. Juni  | Andreas Toppius                    | deutscher evangelischer Pfarrer und Landeshistoriker             | 72    |       |
| 23. Juni | Wilhelm Ludwig                     | Herzog von Württemberg (1674–1677)                               | 30    |       |
| 23. Juni | Heinrich Schabbel                  | Advocat am Tribunalgericht, Ratsherr und Bürgermeister in Wismar |       |       |
| 24. Juni | Dudley North, 4. Baron North       | englischer Adliger, Politiker und Schriftsteller                 |       |       |
| 26. Juni | Francesco Buonamici                | italienischer Freskenmaler und Architekt des Barocks             |       |       |
| 28. Juni | Johann Franck                      | deutscher Jurist und Kirchenliederdichter                        | 59    |       |
| 29. Juni | John Maxwell, 3. Earl of Nithsdale | schottischer Adeliger                                            |       |       |

## Juli
| Tag      | Name                              | Beruf, bekannt als                               | Alter | Beleg |
| -------- | --------------------------------- | ------------------------------------------------ | ----- | ----- |
| 2. Juli  | Philipp Christoph von der Lancken | schwedisch-pommerscher Diplomat und Kanzler      | 59    |       |
| 9. Juli  | Angelus Silesius                  | deutscher Barockdichter                          |       |       |
| 14. Juli | Simon Grundel-Helmfelt            | schwedischer Feldmarschall und Reichsrat         | 59    |       |
| 24. Juli | Ignatius Andreas Akhidjan         | katholischer Patriarch von Antiochia der Syrer   |       |       |
| 30. Juli | Fabian von Fersen                 | schwedischer Feldmarschall und Generalgouverneur | 51    |       |

## August
| Tag        | Name                                   | Beruf, bekannt als                                            | Alter | Beleg |
| ---------- | -------------------------------------- | ------------------------------------------------------------- | ----- | ----- |
| 1. August  | Georg Christian                        | dritter Landgraf von Hessen-Homburg                           | 50    |       |
| 1. August  | Christian Ernst von Kanne              | kursächsischer Kammerherr, Oberhofmarschall und Amtshauptmann |       |       |
| 18. August | Felice della Greca                     | italienischer Architekt                                       | 51    |       |
| 20. August | Pierre Petit                           | französischer Astronom, Militäringenieur, Physiker            |       |       |
| 20. August | Aldebrando Subissati                   | italienischer Violinist und Komponist des Barock              | 71    |       |
| 23. August | Georg Wilhelm Bidembach von Treuenfels | deutscher Politiker und Diplomat                              | 62    |       |
| 28. August | Pierre Maurel                          | französischer Geschäftsmann und Großgrundbesitzer             | 75    |       |
| 28. August | Wallerant Vaillant                     | niederländischer Kupferstecher und Maler                      | 54    |       |
| 31. August | Giulio Gabrielli der Ältere            | Bischof von Rieti und Ascoli Piceno                           | 74    |       |
| 31. August | Agnes Apollonia Elisabeth von Neuneck  | Adelige, Kanonissin, Wohltäterin der Kirche                   |       |       |
| August     | Matthew Locke                          | englischer Komponist der Barockzeit                           |       |       |

## September
| Tag           | Name                           | Beruf, bekannt als                                                                                          | Alter | Beleg |
| ------------- | ------------------------------ | --- | ----- | ----- |
| 1. September  | Joachim Friedrich von Moltke   | deutscher Jurist und Gutsbesitzer                                                                           | 58    |       |
| 5. September  | Henry Oldenburg                | Diplomat und Naturphilosoph                                                                                 |       |       |
| 8. September  | Christophorus Bulaeus          | deutscher Theologe, Superintendent in Dresden                                                               | 74    |       |
| 9. September  | Johann Christoph Kohlhans      | deutscher Philologe und Mathematiker                                                                        | 73    |       |
| 9. September  | Wilhelm Momma                  | deutscher evangelisch-reformierter Theologe                                                                 | 34    |       |
| 11. September | James Harrington               | englischer politischer Philosoph                                                                            | 66    |       |
| 12. September | Ludger Engelbert von Ascheberg | Domherr in Münster                                                                                          |       |       |
| 12. September | Camillo Massimo                | Kardinal der Römischen Kirche                                                                               | 57    |       |
| 20. September | Daniel Lüdemann                | deutscher lutherischer Theologe, Konsistorialrat und Generalsuperintendent der Generaldiözese Bremen-Verden | 56    |       |

## Oktober
| Tag         | Name                                | Beruf, bekannt als                                                                       | Alter | Beleg |
| ----------- | ----------------------------------- | ---------------------------------------------------------------------------------------- | ----- | ----- |
| 3. Oktober  | Johann Nikolaus Myler von Ehrenbach | herzoglich württembergischer Vizekanzler, Konsistorialdirektor und Staatsrechtsgelehrter | 67    |       |
| 4. Oktober  | Antoine Le Waitte                   | römisch-katholischer Geistlicher, Zisterzienser, Abt zweier Klöster, Theologe und Autor  |       |       |
| 7. Oktober  | Friedrich Wilhelm                   | Graf von Rietberg (1660–1677)                                                            | 27    |       |
| 8. Oktober  | Johannes Mitzel                     | deutscher Jurist                                                                         | 34    |       |
| 9. Oktober  | Gustav Adolf                        | Graf von Saarbrücken und Generalwachtmeister des Heiligen Römischen Reiches bei Rhein    | 45    |       |
| 11. Oktober | Otto Johann Witte                   | deutscher Politiker                                                                      |       |       |
| 14. Oktober | Francis Glisson                     | englischer Anatom und Physiologe                                                         |       |       |
| 19. Oktober | Elenhans                            | deutscher aufständischer Bauer                                                           | 67    |       |
| 20. Oktober | Matthias Palbitzki                  | schwedischer Diplomat                                                                    | 53    |       |
| 26. Oktober | Caspar March                        | deutscher Mediziner, Mathematiker und Astronom                                           | 58    |       |

## November
| Tag             | Name                                 | Beruf, bekannt als                                                | Alter | Beleg |
| --------------- | ------------------------------------ | ----------------------------------------------------------------- | ----- | ----- |
| 2. November     | Margaretha van Godewijk              | niederländische Dichterin, Malerin und Kupferstecherin            | 50    |       |
| 2. November     | Robert Sidney, 2. Earl of Leicester  | englischer Politiker und Diplomat                                 | 81    |       |
| 9. November     | Aert van der Neer                    | holländischer Landschaftsmaler                                    |       |       |
| 11. November    | Johann Weikhard von Auersperg        | österreichischer Minister und Reichsfürst, Herzog von Münsterberg | 62    |       |
| 11. November    | Barbara Strozzi                      | italienische Komponistin                                          |       |       |
| 12. November    | Gabriel Reilich                      | Organist und Komponist in Hermannstadt in Siebenbürgen            |       |       |
| 14. November    | Matthias Abele von und zu Lilienberg | österreichischer Jurist und Schriftsteller                        | 61    |       |
| 25. November    | Mukai Genshō                         | japanischer Neo-Konfuzianer, Arzt und Botaniker (1609–1677)       | 68    |       |
| 29. November    | Matthäus Rodde                       | Lübecker Bürgermeister                                            |       |       |
| Anfang November | Jobst Bleidorn                       | deutscher Bildhauer                                               |       |       |

## Dezember
| Tag          | Name                              | Beruf, bekannt als | Alter | Beleg |
| ------------ | --------------------------------- | --- | ----- | ----- |
| 4. Dezember  | Achilles Uffenbach                | Jurist und Jüngerer Bürgermeister in der Reichsstadt Frankfurt                                                                              | 66    |       |
| 5. Dezember  | Johannes Bornschürer              | deutscher evangelischer Theologe und Kirchenlieddichter                                                                                     | 52    |       |
| 6. Dezember  | Immanuel Weber                    | deutscher evangelischer Theologe und Dichter                                                                                                | 44    |       |
| 13. Dezember | Thomas Howard, 5. Duke of Norfolk | englischer Peer | 50    |       |
| 14. Dezember | Christian Albrecht von Dohna      | kurbrandenburgischer General | 56    |       |
| 16. Dezember | Hans Rudolf Werdmüller            | Schweizer Offizier | 63    |       |
| 26. Dezember | Bernhard Gustav von Baden-Durlach | schwedischer General und Fürstabt von Fulda und Kempten                                                                                     | 46    |       |
| Dezember     | Philipp von Wrede zu Amecke       | katholischer Priester, Domdekan in Worms und Administrator (Stellvertreter) des zu dieser Zeit in Mainz residierenden Wormser Fürstbischofs |       |       |

## Datum unbekannt
| Tag      | Name                      | Beruf, bekannt als | Alter | Beleg |
| -------- | ------------------------- | --- | ----- | ----- |
|          | Francesco Caratti         | italienischer Architekt des Frühbarocks in Böhmen                                                                                |       |       |
|          | Andrea Carrera            | italienischer Maler |       |       |
|          | Theodor Cellarius         | deutscher Philologe und Hochschullehrer                                                                                          |       |       |
|          | Johann Christian Frisch   | Schweizer Bildhauer und Tischler                                                                                                 |       |       |
|          | Georg Greflinger          | deutscher Schriftsteller |       |       |
|          | Petrus de Greve           | niederländischer Rechtswissenschaftler                                                                                           |       |       |
|          | Probus Heine              | deutscher Ordensbaumeister des Barock                                                                                            |       |       |
|          | Peter Hessel              | deutscher Pastor und Schriftsteller                                                                                              |       |       |
|          | Hendrick Heuck            | niederländischer Erfinder |       |       |
|          | Hermann von Kardorff      | dänischer Soldat und deutscher Hofbeamter                                                                                        |       |       |
| November | Hans Caspar Waser         | Schweizer evangelischer Geistlicher                                                                                              |       |       |
|          | Shartshang Kelden Gyatsho | tibetischer Lama und Gelehrter, 1. Shartshang Rinpoche                                                                           |       |       |
|          | John Washington           | englischer Pflanzer und Politiker, Urgroßvater von George Washington, dem ersten Präsidenten der Vereinigten Staaten von Amerika |       |       |
|          | Thomas Wyck               | niederländischer Maler |       |       |